# ローレン・ポッター
ローレン・ポッター (Lauren Potter 1990年5月10日 - ) は人気番組『glee/グリー』のベッキー・ジャクソン役で知られるアメリカ人女優である。

## バイオグラフィー
ポッターは1990年5月10日にアメリカ合衆国カリフォルニア州インサイド・エンパイアで生まれた。

## キャリア
ポッターは『glee/グリー』でベッキー・ジャクソン役として出演している。ベッキーはダウン症を持つチア部のメンバーである。チア部の顧問のスー・シルベスター (ジェーン・リンチ) は自身の姉もダウン症であるので彼女に関心がある。

## 出演作品
| 映画      | 映画             | 映画                     | 映画           | 映画 |
| 年度      | 作品名           | 役名                     | 備考           |      |
| --------- | ---------------- | ------------------------ | -------------- | ---- |
| 2007      | Mr. Blue Sky     | 幼い頃のアンドラ・リトル |                |      |
| テレビ    |                  |                          |                |      |
| 年度      | 作品名           | 役名                     | 備考           |      |
| 2009–2011 | glee/グリー Glee | ベッキー・ジャクソン     | 18話分出演済み |      |

## 外部サイト
- ローレン・ポッター - IMDb（英語）